# 테드 드 코시아
테드 드 코시아(Ted de Corsia, 1903년 9월 29일 ~ 1973년 4월 11일)는 미국의 배우, 텔레비전 배우, 영화배우이다.

## 영화
- 암흑가의 대결 (1973년)
- 5 카드 스터드 (1968년)
- 네바다 스미스 (1966년)
- 겟 스마트 (1965년)
- 서부를 향해 달려라 (1965년)
- 내 사랑 지니 (1965년)
- 제3의 눈 (1963년)
- 폴 뉴먼의 고독한 관계 (1960년)
- 스파타커스 (1960년)
- 추격 (1959년)
- 선셋 77번가 (1958년)
- 페리 메이슨 (1957년)
- 바디 페이스 넬슨 (1957년)
- 조커 이즈 와일드 (1957년)
- OK 목장의 결투 (1957년) - 상하이 피어스 역
- 징기스칸 (1956년)
- 딜론 보안관 (1955년)
- 키스밋(영어판) (1955년)
- 해저 2만리 (1954년)
- 크라임 웨이브 (1953년)
- 벤전스벨리 (1951년)
- 젊은이의 양지 (1951년)
- 세가지 비밀 (1950년)
- 넵툰의 딸 (1949년)
- 잇 해펀스 에브리 스프링 (1949년)
- 네이키드 시티 (1948년)
- 상하이에서 온 여인 (1947년)